# Teatro Farnese
Teatro Farnese v italském městě Parma bylo dvorním divadlem vévodů z Parmy a Piacenzy. Dnes je součástí prohlídkové trasy národní galerie (Galleria Nazionale di Parma) a nedávno se stalo místem koncertů a představení divadla Teatro Regio di Parma.

## Historie

### Založení a vývoj v době barokní
Stavba divadla započala na začátku roku 1618, kdy se Ranuccio I, vévoda z Parmy a Piacenzy na počest zastávky Cosima II, velkovévody toskánského v Parmě cestou do Milána k hrobu sv. Karla Boromejského, který byl kanonizován v roce 1610. Realizace díla byla svěřena Giovannimu Battistovi Aleottimu, řečenému l'Argenta, který divadlo vestavěl do prvního patra míčovny (Palazzo della Pilotta), které bylo do té doby užíváno jako antikvární salón, ale i jako zbrojnice a rytířská síň, kde se konaly turnaje. Stavba byla dokončena na podzim téhož roku a byla zasvěcena bohyni války Belloně (vzhledem ke svému původnímu účelu) a Múzám. Kvůli nemoci, která stihla Cosima II a znemožnila mu plánovanou pouť, bylo divadlo na 10 let zapomenuto. Slavnostní inaugurace nakonec proběhla až 21. prosince 1628 u příležitosti svatby vévodova syna Odoarda s dcerou Cosima II Margheritou Medicejskou. Byla provedena hra Merkur a Mars s textem od Claudia Achilliniho a hudbou Claudia Monteverdiho; při provedení naumachie bylo zatopeno jeviště. Protože inscenace byly velice nákladné, bylo divadlo využito pouze k osmi dalším představením, poslední z nich proběhlo v roce 1732 u příležitosti příjezdu Karla III. Španělského do vévodství. Po tomto představení budovy divadla postupně chátrala.

### 20. století – zkáza a obnova
Za 2. světové války během bombardování Parmy při útoku spojeneckých vojsk 13. května 1944 bylo divadlo téměř srovnáno se zemí. Budova byla rekonstruována mezi lety 1956 až 1960 jako vstupní prostor parmské národní galerie. První divadelní představení po téměř třech staletích proběhlo v roce 2001 v rámci oslav 100. výročí Verdiho úmrtí, a to Shakespearova Bouře jako úvodní představení projektu FarneseShakespeare. I nadále se v divadle hrála především Shakespearova dramata. Kromě divadelních představení slouží divadlo i k uvádění oper a koncertů. V červnu 2011 dirigoval v divadle svůj Orchestra Mozart Claudio Abbado pro rekordních 1500 diváků (do té doby byla maximální kapacita 200 diváků). V listopadu téhož roku byly uvedeny Verdiho Rekviem a Falstaff.

## Popis budovy
Architekt Aleotti našel inspiraci v divadelní budově Teatro Olimpico ve Vicenze, kterou postavil v roce 1580 Andrea Palladio, a v divadle ve městě Sabbioneta, které postavil v letech 1588–1590 Vincenzo Scamozzi.
Divadlo bylo vestavěno do původně obytného sálu 87 m dlouhého, 32 m širokého a 22 m vysokého. Hlediště ve tvaru písmene U bylo tvořeno 14 stupni, na nichž se mohlo usadit až 3000 diváků, nad nejvyšším stupněm se vzpínaly dvě řady tzv. palladiánských oken (serlianů, spodní v toskánském, horní v iónském řádu); jeviště je 40 m hluboké s kukátkem 12 m širokým. Stavba je zkonstruována ze dřeva (furlanský smrk) s malovaným štukem evokujícím mramor. Sochařský výzdoba byla pořízena skupinou sochařů, již zaštiťoval Luca Reti, skupinu malířů, kteří vyzdobili stěny i dnes již ztracený strop, vedl Giovan Battista Trotti.
Teatro Farnese bylo jedním z prvních divadel s jevištním portálem.